# 大湳站
大湳站是桃園捷運綠線、新北捷運三鶯線尚未啟用的一座車站，位於臺灣桃園市八德區，桃園捷運部分預計2030年通車，新北捷運部分則預計2038年前通車。

## 車站概要
本站為地下車站，位於介壽路二段與銀和街口附近，島式疊式月台，設有三座出入口，分別在大和休閒廣場（金和路與銀和街之間球場，已拆除）、八德區農會南側空地停車場及四維派出所舊址（已拆除）。車站代碼為G04/LB14。本站預計為桃園捷運綠線（興建中）與新北捷運三鶯線（桃園八德段，規劃中）的交會站，其中綠線預計於2030年通車，三鶯線則預計於2038年前通車。

## 歷史
- 2019年10月11日：包含本站工程在內的綠線GC02標（G03-G06）土建統包工程開工。[2]
- 2020年10月21日：G04站預定交通管制設置車站站體施工圍籬，不過當日天候因素遇大雨，路面濕滑，因此市政府於22日公告延期。[3]

### 預定時程
- 最慢2038年前：三鶯線鶯桃福德－大湳啟用。
- 2030年：綠線建德興豐－景福宮啟用。

## 鄰近車站
未來營運模式